# Atelothrus longulus
Atelothrus longulus är en skalbaggsart som beskrevs av Sharp 1903. Atelothrus longulus ingår i släktet Atelothrus och familjen jordlöpare. Inga underarter finns listade i Catalogue of Life.